# Argentyna na Zimowych Igrzyskach Paraolimpijskich 2010
Reprezentacja Argentyny na Zimowe Igrzyska Paraolimpijskie 2010 liczyła 2 zawodników, obaj startowali w narciarstwie alpejskim.

## Kadra

### Narciarstwo alpejskie

#### Mężczyźni
| Wydarzenie | Kategoria        | Zawodnik           | Zjazd 1. | Zjazd 2. | W sumie | Miejsce |
| ---------- | ---------------- | ------------------ | -------- | -------- | ------- | ------- |
| Gigant     | osoby na wózkach | Juan Ignacio Maggi | 4:04,38  | DNF      | -       | DNF2    |
| Gigant     | osoby na wózkach | Leonardo Martinez  | 1:51,49  | 1:51,12  | 3:42,61 | 25.     |